# Depresión de Yaracuy
La Depresión de Yaracuy (también llamada depresión del Turbio Yaracuy) es un accidente geográfico localizado al noroccidente del país sudamericano de Venezuela, se localiza geográficamente entre la Sierra de Aroa y el Macizo de Nirgua, separando el sistema coriano de la Cordillera de la Costa. Forma un valle en torno a los ríos Yaracuy y Turbio de los que recibe su nombre. Entre las localidades más importantes que se encuentran allí destacan poblaciones como San Felipe, Chivacoa y Yaritagua.
El relieve de esta depresión se comporta con pocas diferencias de nivel y ocupa una extensión cuya anchura promedio oscila entre los 15 y 25 kilómetros. La anchura resulta desproporcionada con el cauce del río, y esto es lo que permite la hipótesis de su origen tectónico. 